# Kamieniołom w Żegocinie

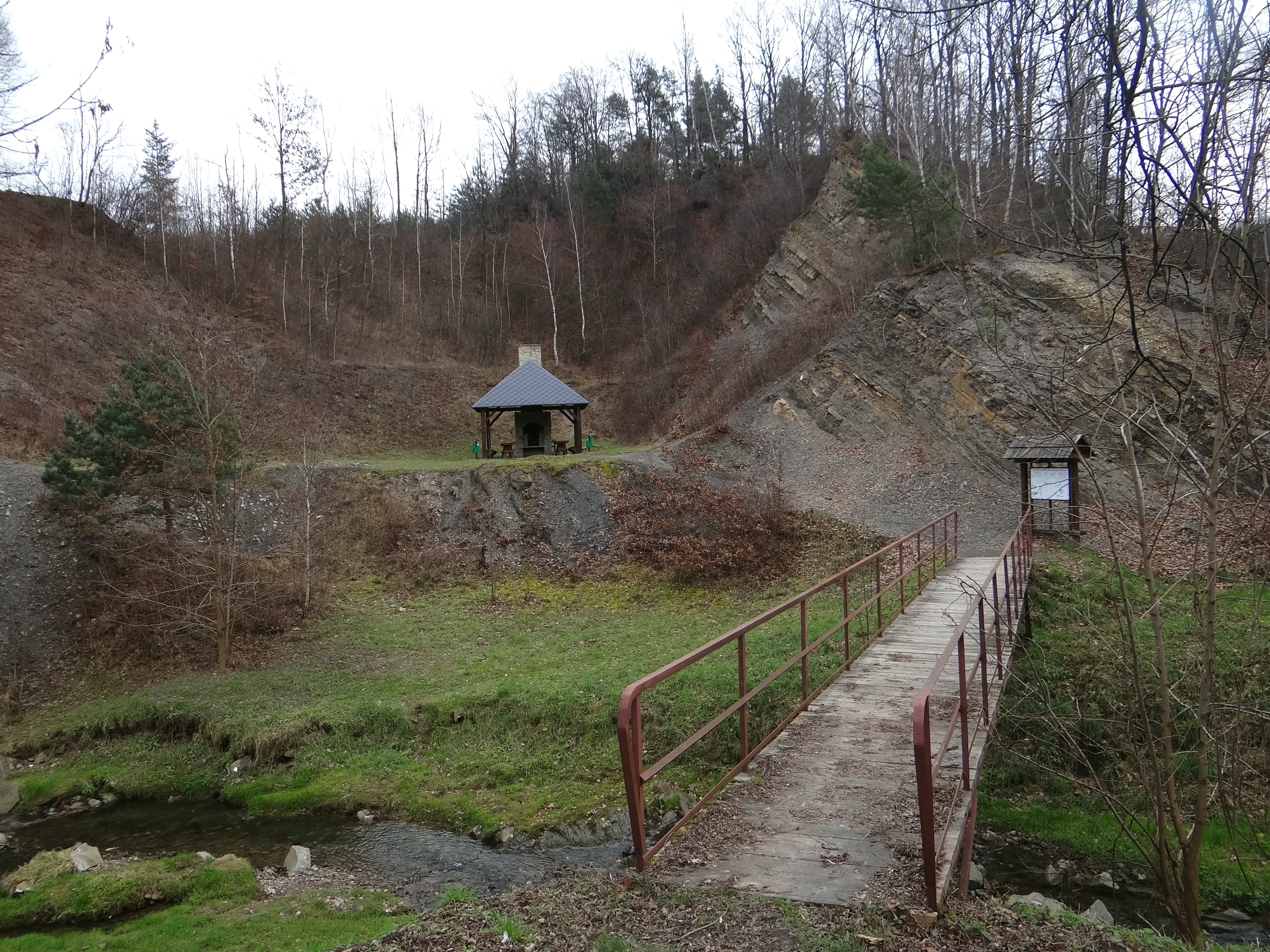
Metalowa kładka nad Potokiem Saneckim, zwanym też Sanką

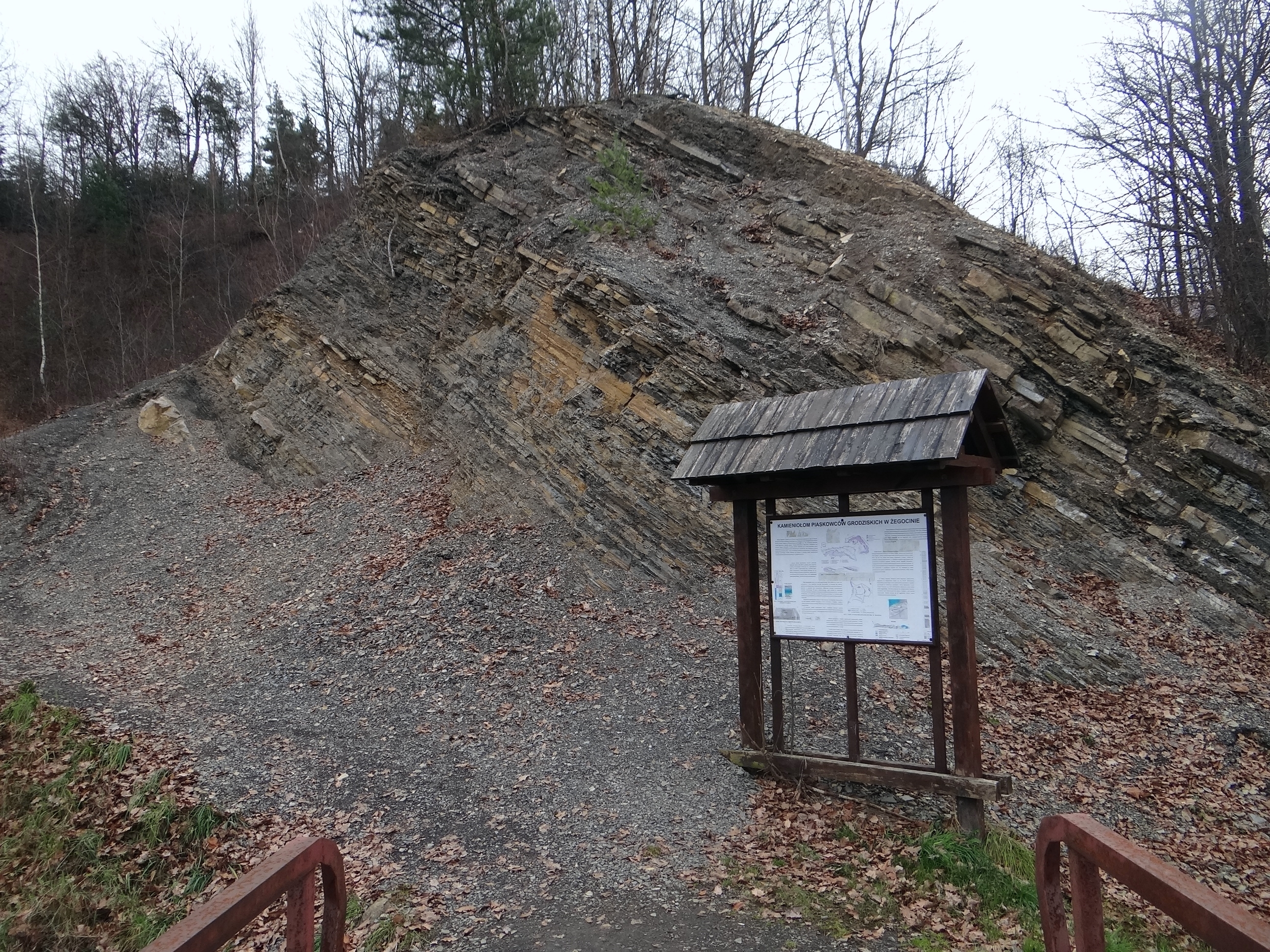
Tabliczka informacyjna z napisem: „Park Geologiczny Piaskowców Grodziskich”

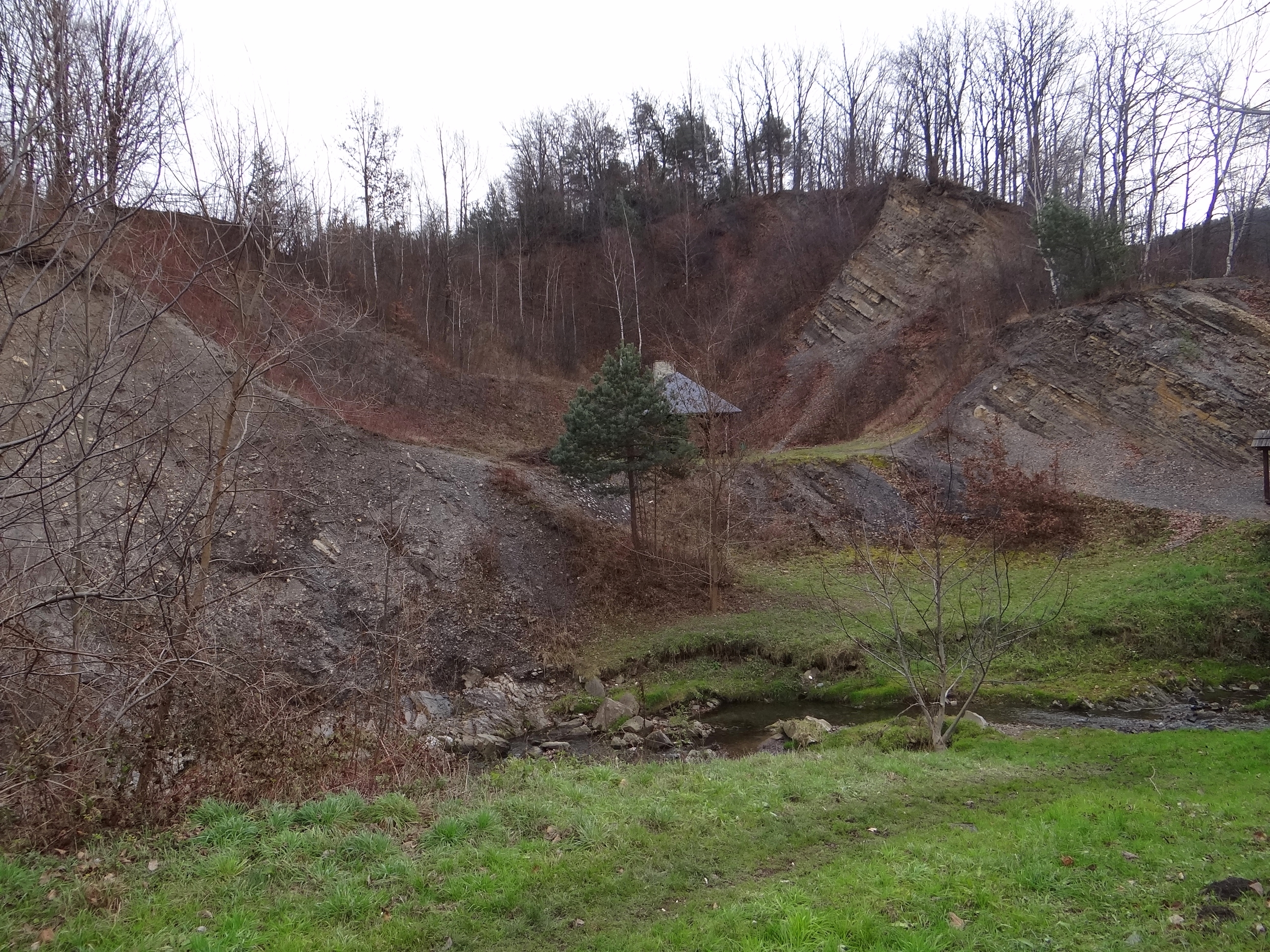
Widok ogólny kamieniołomu

Kamieniołom w Żegocinie – nieczynny kamieniołom w miejscowości Żegocina, w powiecie bocheńskim, województwie małopolskim.

## Lokalizacja
Jest to niewielki kamieniołom w kształcie amfiteatru, od dawna już nieczynny. Znajduje się na prawym brzegu Potoku Saneckiego, przy drodze wojewódzkiej nr 965, tuż przy stacji paliw. Obok drogi jest miejsce parkingowe, od którego prowadzi dojście do kamieniołomu metalową kładką nad Potokiem Saneckim, zwanym też Sanką. Na tabliczce informacyjnej jest napis: „Park Geologiczny Piaskowców Grodziskich”. Pod względem geograficznym rejon kamieniołomu znajduje się na północnym obrzeżu Beskidu Wyspowego, na wysokości ok. 340 m-360 m n.p.m.

## Historia
Kamieniołom eksploatowany był od drugiej połowy XIX wieku. Najstarsze dokumenty dotyczące jego eksploatacji pochodzą z 1883. Uzyskiwane tutaj kamienie wykorzystywane były do regulacji hydrotechnicznej Sanki, a później również do budowy dróg. W 1961 zakończono jego eksploatację, kamieniołom zarastał chaszczami i ulegał niszczeniu. W 2004 gmina Żegocina podjęła decyzję o wykonaniu tutaj parku geologicznego i biwaku rekreacyjnego. Na dnie wyrobiska kamieniołomu utworzono pole biwakowe z ławkami, na którym wykonano zadaszoną wiatę, murowany z kamieni kominek grillowy, krąg do palenia ogniska. Zamontowana obok tablica informacyjna z ilustracjami opisuje historię kamieniołomu i jego budowę geologiczną. Uroczyste otwarcie nastąpiło 27 października 2005.

## Budowa geologiczna
Powierzchnia kamieniołomu wynosi około 50 arów. Jest to typowe odsłonięcie fliszu karpackiego z równoległymi, ułożonymi na przemian warstwami łupków i piaskowców, w których znajdują się dobrze widoczne strzałki kalcytowe. Występują również warstwy zlepieńców z niewielkimi okruchami węgla kamiennego. Warstwy mają grubość 10–30 cm, a najgrubsza warstwa piaskowca – 50 cm. Zapadają pod kątem około 40° na południe. Występujące w kamieniołomie piaskowce, a szczególnie łupki, są podatne na wietrzenie. Zwietrzelina osypuje się ze stromych ścian, tworząc u ich podnóży niewielkie stożki piargowe.
Skały występujące w kamieniołomie to skały osadowe-okruchowe. Powstały na dnie morza, zwanego Oceanem Tetydy z różnego rodzaju okruchów skalnych. Okruchy te pochodziły z przybrzeżnej strefy morza i przez prąd zawiesinowy transportowane były po skłonie do głębszych warstw, gdzie uległy sprasowaniu wysokim ciśnieniem wody (głębokość morza wynosiła 2–3,5 km). Z iłów powstały łupki, z piasku piaskowiec, a z większych okruchów skalnych zlepieńce. Trwało to przez około 120 mln lat od dolnej kredy do miocenu, w którym podczas orogenezy alpejskiej doszło do fałdowania i wypiętrzenia Karpat Zewnętrznych.